# Bartolomeo Massei
Bartolomeo Massei (né le 2 janvier 1663 à Montepulciano, dans le grand-duché de Toscane, et mort le 20 novembre 1745 à Ancône) est un cardinal italien du XVIIIe siècle.
Il est l'oncle du cardinal Paolo Massei.

## Biographie
Bartolomeo Massei exerce diverses fonctions au sein de la Curie romaine, notamment au tribunal suprême de la Signature apostolique. 
Il est nommé archevêque titulaire d'Athènes en 1721 et est consacré le 23 mars 1721 par Henri-Pons de Thiard de Bissy, avant d'être envoyé comme nonce apostolique en France. 
Le pape Clément XII le crée cardinal lors du consistoire du 2 octobre 1730. Il est ensuite légat apostolique à Romadiola de 1730 à 1735 et superintendant des eaux. 
Il est nommé évêque d'Ancône à partir de 1731, et participe au conclave de 1740, lors duquel Benoit XIV est élu pape.

## Succession apostolique
Bartolomeo Massei a ordonné les évêques suivants :
- Évêque Mario Antonio Maffei (1741)